# Diogenes z Apollonii
Diogenes z Apollonii (V wiek p.n.e.) – starogrecki filozof i lekarz, przedstawiciel jońskiej szkoły filozofii przyrody. Był uczniem Anaksymenesa. Napisał dzieło zatytułowane Peri Physeos (O przyrodzie).
Przyjmował powietrze za pramaterię, wyposażoną w siłę duchową. Z tej pramaterii powstaje wszystko przez zgęszczenie lub rozrzedzenie i w nią się na nowo rozpływa. Był pierwszym znanym badaczem który opisał układ krwionośny, krew tętniczą i żylną.